# Михаїл VI
Михаїл VI Стратіотік (грец. Μιχαὴλ ΣΤ' ὁ Στρατιωτικός, ? — 1059) — імператор Візантії з 1056 по 1057 рік.
Належав до аристократичного роду Врінгів. 1055 року Михайло спільно з очільником столичної знаті Микитою Ксилінітом сприяли оголошенню Феодори імператрицею. Названий також «Старий», бо Михайло був уже літнім чоловіком як імператриця Феодора перед її смертю призначила його своїм наступником.  Феодосій Мономах намагався оскаржити це рішення й захопити владу, але зазнав поразки.
З огляду на протиріччя між військовими і чиновниками імперії, Михайло VI займає сторону чиновників. Отже, прийнявши владу 31 серпня 1056 року, Михайло став щедро роздавати чини і нагороди. Про те, що відбувається стало відомо військам, і найдобірніші з них у великодні дні 1057 року прибули до столиці, сподіваючись таких же, а то й більших милостей. Однак імператор Михайло обійшовся з ними зовсім не так, як вони очікували: перш за все він вилаяв їх усіх, а потім вивів на середину їхнього ватажка Ісаака Комніна, і наступного за ним, Кевкамена, і обсипав їх лайкою за те, що вони мало не втратили Антіохію. Товариші, які чекали милостей, а отримали образи, намагалися заступитися за них, але Михайло примусив їх замовкнути і всім їм відмовив. Ця сцена надзвичайно розбурхала душі воєначальників і вселила їм бунтівні замисли. Незабаром вони зібрали військо і після успішної битви у Фригії, легко зняли Михайла із трону, а самого відправили в монастир доживати решту своїх днів. Корону віддали Комніну, який виділявся серед них не тільки родом, але й царською зовнішністю.